# Івковська Людмила Семенівна
Людмила Семенівна Івко́вська (у шлюбі — Розенталь; 2 жовтня 1904, Київ — 25 травня 1998, Київ) — українська художниця декоративної кераміки; член Спілки радянських художників України з 1958 року. Бабуся графіка Ганни Журновської.

## Біографія
Народилася 2 жовтня 1904 року в місті Києві (нині Україна). Дочка художника Семена Івковського. Протягом 1925—1929 років навчалась у Київському художньому інституті у Бернарда Кратко, Макса Гельмана.
З 1937 року працювала в «Укрхудожпромспілці»: з 1949 року — в експериментальній лабораторії. Жила в Києві, в будинку на вулиці Тарасівській, № 40, квартира № 16. Померла у Києві 25 травня 1998 року.

## Творчість
Працювалу в галузі декоративного мистецтва (порцеляна, кераміка). Створювала і розписувала декоративні вази, посуд, тарелі, пласти, скульптури малих форм. Серед робіт скульптура:
- «Жовтеня» (1939, гіпс);
- «Гуцул і гуцулка» (1950; 1954; 1957, порцеляна);
- «Івасик-Телесик» (1954);
- «Пляжники» (1955);
- «Гуцульська дівчина» (1957);
- «Троїсті музики» (1957, порцеляна);
- «Побачення» (1961, порцеляна);
- «Ван Кліберн» (1961, порцеляна);
- «Садок вишневий коло хати» (1964);
- «Дитсадок» (1967);
- «Абітурієнтка» (1967);
- «До школи» (1967, майоліка);
- «Знову цвітуть каштани» (1972);
- «Київське море» (1972);
- «Горобчики» (1972, теракота, полива, кольорові ангоби);
- «Лесина книжка» (1975);
- «Либідь» (1976).

Брала участь у міських виставках з 1939 року, республіканських — з 1949 року, всесоюзних і зарубіжних — з 1957 року, зокрема у Болгарії у 1958 році, Угорщині і Німецькій Демократичній Республіці у 1965 році, Всесвітній виставці у Монреалі у 1967 році, Чехословаччині у 1968 році.
Окремі роботи зберігаються в Національному музеї українського народного декоративного мистецтва у Києві, садибі Кусково у Москві.